# Pasquale Brignoli
Pasquale Brignoli (Pasquilino Brignoli) (Nápoles, 1824; Nueva York, 30 de octubre de 1884) fue un tenor italiano nacionalizado norteamericano.
No se conoce mucho de los primeros pasos de su carrera como cantante, puesto que el mismo nuca quiso que se supiera mucho de esa parte de su vida. Si se sabe que en Nápoles estudió piano y llegó a componer algunas obras, y a los 21 años comenzó a recibir clases de canto. Comenzó su carrera como cantante de concierto, y en 1854 se presentó como cantante de ópera en París, con Mosè in Egitto, y L'elisir d'amore, al tiempo que continuó su formación como cantante en esa ciudad.

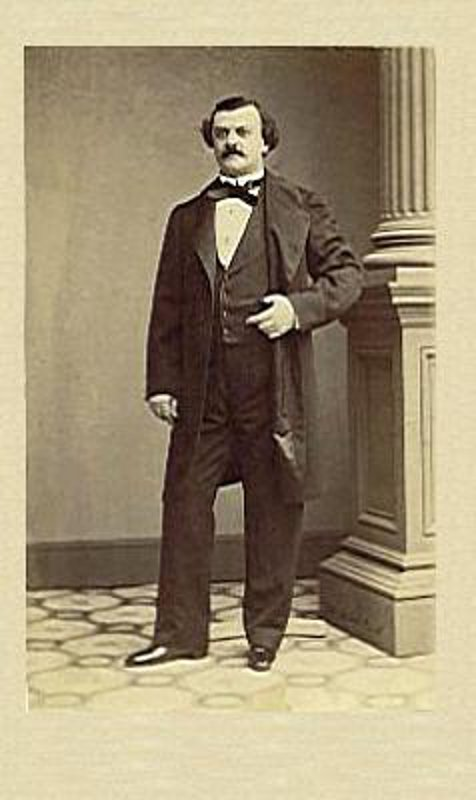
Pasquale Brignoli hacia 1860

Por invitación del violinista Ole Bull, en 1855 viajó a los Estados Unidos contratado por el empresario teatral Maurice Strakosch (cuñado de Adelina Patti), y allí adquirió una popularidad que le acompañó hasta el fin de su carrera. Su debut americano fue en la Academy of Music de Nueva York con el papel de Edgardo en Lucia di Lammermoor, así como Manrico en la presentación americana de Il trovatore. Sucesivamente presentó los grandes papeles de las óperas de Verdi por primera vez en los Estados Unidos, así como algunos papeles de ópera francesa (Hamlet o Faust). También actuó regularmente en Boston o Filadelfia. 
En 1969 constituyó su propia compañía de ópera (junto a su esposa, la soprano Sallie Isabella McCullough) con la que hizo una gira por Canadá. Viajó en tres ocasiones por Europa, aunque consideraba a los Estados Unidos como su verdadera patria. En 1864 se presentó en el Teatro Real de Madrid (con Lucrezia Borgia), en 1865 y 1866 en el Covent Garden y el Her Majesty's Theatre de Londres. Con casi 60 años, en 1881, perteneció a la compañía de ópera de Anna Abbots.
Como compositor, estrenó obras orquestales como The sailor's dream y The crossing of the Danube.